# 阿拉戈鎮區 (明尼蘇達州哈伯德縣)
阿拉戈鎮區（英語：Arago Township）是位於美國明尼蘇達州哈伯德縣的一個行政鎮區。

## 地方資料
阿拉戈鎮區的面積為91.82平方千米，當中陸地面積為79.93平方千米，而水域面積為11.89平方千米。根據2020年美國人口普查的數據，當地共有人口606人，而人口密度為每平方千米6.6人。